# Chrysaora wurlerra
Chrysaora wurlerra is een schijfkwal uit de familie Pelagiidae. De kwal komt uit het geslacht Chrysaora. Chrysaora wurlerra werd in 2008 voor het eerst wetenschappelijk beschreven door Gershwin & Zeidler. 